# Ошья-Тау
Ошья-Тау (баш. Ушъятау) — деревня в Янаульском районе Республики Башкортостан Российской Федерации. Входит в состав Новоартаульского сельсовета. 

## География

### Географическое положение
Находится при впадении реки Ошья в реку Буй. Расстояние до:
- районного центра (Янаул): 24 км,
- центра сельсовета (Новый Артаул): 7 км,
- ближайшей ж/д станции (Янаул): 24 км.

## История
В 1896 году упоминается выселок Ошья-Тау, относившийся к Байгузинской волости IV стана Бирского уезда Уфимской губернии, но находящийся на земле Осинского уезда Пермской губернии — 22 двора, 83 жителя (42 мужчины, 41 женщина).
По переписи 1920 года в деревне было 35 дворов и 251 человек (121 мужчина, 130 женщин).
К 1926 году деревня была передана из Уральской области в состав Янауловской волости Бирского кантона Башкирской АССР.
В 1982 году население — около 90 человек.
В 1989 году — 46 человек (20 мужчин, 26 женщин).
В 2002 году — 22 человека (13 мужчин, 9 женщин), преобладают башкиры (59 %).
В 2010 году — 19 человек (10 мужчин, 9 женщин).

## Население
| 2002 | 2009 | 2010 |
| ---- | ---- | ---- |
| 22   | ↘13  | ↗19  |